# Municipio de Santa María Mixtequilla
El municipio de Santa María Mixtequilla es uno de los 570 municipios en que se encuentra dividido el estado mexicano de Oaxaca. Su cabecera es el pueblo del mismo nombre.

## Geografía
El municipio de Santa María Mixtequilla se encuentra localizado en el suroeste del estado de Oaxaca, forma parte del distrito de Tehuantepec en el Istmo de Tehuantepec. Tiene una superficie territorial de 148.315 kilómetros cuadrados que equivalen al 0.70% de la superficie estatal. Sus coordenadas geográficas extremas son 16°21′ - 16°31′ de latitud norte y 95°12′ - 95°21′ de longitud oeste, y el su altitud va de un máximo de 1200 a un mínimo de 0 metros sobre el nivel del mar.
El municipio tiene límites al oeste con el municipio de Santa María Jalapa del Marqués, al norte con el municipio de Magdalena Tlacotepec, al oeste con el municipio de San Pedro Comitancillo, al sureste con el municipio de San Blas Atempa y al suroeste con el municipio de Santo Domingo Tehuantepec.

## Demografía
La población total del municipio de Santa María Mixtequilla de acuerdo con el Censo de Población y Vivienda realizado en 2020 por el Instituto Nacional de Estadística y Geografía, es de 4 690 habitantes, de los que 2 412 son mujeres y 2 278 son hombres.
La densidad de población asciende a un total de 29.95 personas por kilómetro cuadrado.

### Localidades
El municipio se encuentra formado por doce localidades, las principales y su población de acuerdo al censo de 2020 son:
| Localidad               | Población (2010) |
| ----------------------- | ---------------- |
| Santa María Mixtequilla | 3 651            |
| Santa Teresa de Jesús   | 499              |
| Total municipio         | 4 690            |

## Política

### Representación legislativa
Para la elección de diputados locales al Congreso de Oaxaca y de diputados federales a la Cámara de Diputados federal, el municipio de Santa María Mixtequilla se encuentra integrado en los siguientes distritos electorales:
Local:
- Distrito electoral local de 18 de Oaxaca con cabecera en Santo Domingo Tehuantepec.[4]

Federal:
- Distrito electoral federal 5 de Oaxaca con cabecera en Salina Cruz.[5]

## Presidentes municipales
| Nombre                   | Período     | Partido |
| ------------------------ | ----------- | ------- |
| Tobias Garcías Giron     | 2017 - 2018 |         |
| Uryel Bautista Vásquez   | 2019 - 2021 |         |
| Concejo municipal        | 2021 - 2022 |         |
| Juan Carlos García Salud | 2022 - 2024 |         |
| Alfredo Valdez Mendoza   | 2025 - 2027 |         |